# جایزه طلای پورتلند
جایزه طلای پورتلند (انگلیسی: Portland Gold Award) سالانه توسط انجمن رز پورتلند به ارقام جدید گل رز داده می شود که عملکرد استثنایی را در شمال غربی آرام ایالات متحده نشان می دهند. اولین جایزه در سال 1919 توسط شهر پورتلند، اورگان اهدا شد.